# Хичів
Хи́чів — село в Україні, в Новоборівській селищній територіальній громаді Хорошівського району Житомирської області. Населення становить 134 особи.

## Географія
Географічні координати: 50°39' пн. ш. 28°35' сх. д. Часовий пояс — UTC+2. Загальна площа села — 7 км².
Село Хичів розташоване в межах природно-географічного краю Полісся і за 17 км від селища Хорошів. Найближча залізнична станція — Нова Борова, за 7 км.

## Населення
За даними перепису 2001 року населення села становило 134 особи, з них 99,25 % зазначили рідною українську мову, а 0,75 % — російську.

## Пам'ятки
Поблизу Хичева було виявлено поселення доби неоліту.